# Monabbih (huyện)
Huyện Monabbih là một huyện thuộc tỉnh Sa`dah, Yemen. Đến thời điểm năm 2003, huyện này có dân số 51823 người